# Berliner-Joyce XF3J
El Berliner-Joyce XF3J fue un avión de caza biplano estadounidense, construido por la Berliner-Joyce Aircraft. Fue presentado a la Armada de los Estados Unidos según su solicitud por un caza embarcado monoplaza equipado con un motor Wright R-1510-26 de 625 hp (466 kW).

## Desarrollo y diseño
El XF3J-1 tenía alas elípticas recubiertas de tela que le daban la apariencia de una mariposa. El fuselaje era semimonocasco metálico con piel de aluminio. El tren de aterrizaje era fijo y sería el último caza biplano sin tren de aterrizaje retráctil que probara la Armada de los Estados Unidos. El avión se comportó satisfactoriamente en las pruebas, pero ya se habían desarrollado aviones más prometedores y, en septiembre de 1935, el programa fue terminado.

## Variantes
XF3J-1
Prototipo con motor Wright R-1510-26, uno construido (matrícula A-9224).

## Operadores
Estados Unidos
- Armada de los Estados Unidos

## Especificaciones
Referencia datos: Angel

### Características generales
- Tripulación: Uno (piloto)
- Longitud: 6,99 m
- Envergadura: 8,84 m
- Altura: 3,28 m
- Superficie alar: 22,3 m²
- Peso vacío: 1232 kg
- Peso cargado: 1822 kg
- Planta motriz: 1× motor radial de 14 cilindros en dos filas, sobrealimentado y refrigerado por aire Wright R-1510-26.
  - Potencia: 466,1 kW (625 hp)
- Hélices: 1x Hamilton Standard bipala de paso variable

### Rendimiento
- Velocidad nunca excedida (Vne): 336 km/h
- Velocidad crucero (Vc): 280 km/h
- Alcance: 2253 km
- Techo de vuelo: 7468 m (24500 pies)

### Armamento
- Ametralladoras: 

  - 2 fijas de 7,62 mm de tiro frontal
- Bombas: 105 kg

### Secuencias de designación
- Secuencia F_J (Cazas de la Armada estadounidense, 1922-1962 (Berliner-Joyce, 1929-1935)): FJ - F2J - F3J

### Listas relacionadas
- Anexo:Aeronaves militares de los Estados Unidos (navales)